# Pawieł Konowałow (kapitan)
Pawieł Wasiljewicz Konowałow (ros. Павел Васильевич Коновалов, ur. 16 czerwca?/29 czerwca 1908 w Astrachaniu, zm. 30 stycznia 1945 w Różankach) – radziecki wojskowy, kapitan, uhonorowany pośmiertnie tytułem Bohatera Związku Radzieckiego (1945).

## Życiorys
W 1928 skończył szkołę średnią, po czym pracował jako robotnik na kolei, od 1930 do 1932 odbywał służbę wojskową w Armii Czerwonej, w 1932 został członkiem WKP(b). W latach 1933–1935 studiował na Wydziale Rolnym w Kurganie, a 1935-1940 w Uralskim Instytucie Industrialnym, po ukończeniu którego pracował jako inżynier technolog w fabryce nr 402 (obecnie Siewiernoje Maszynostroitielnoje Priedprijatije) w Mołotowsku (obecnie Siewierodwińsk) w obwodzie archangielskim. Od sierpnia 1942 uczestniczył w wojnie z Niemcami, walczył m.in. w bitwie pod Kurskiem, w 1944 ukończył szkołę wojskowo-polityczną w Gorkim (obecnie Niżny Nowogród). Był organizatorem partyjnym batalionu czołgów 220 Samodzielnej Brygady Pancernej 5 Armii Uderzeniowej 1 Frontu Białoruskiego w stopniu kapitana. Szczególnie wyróżnił się podczas operacji wiślańsko-odrzańskiej 14 stycznia 1945 przy przełamywaniu niemieckiej obrony w rejonie przyczółka wiślańskiego, gdy zniszczył baterię artylerii wroga i dotarł wraz z batalionem do Pilicy, którą sforsował, później brał udział w wyzwalaniu Skierniewic. Zginął w walce we wsi Stolzenberg (obecnie Różanki w województwie lubuskim). Został pochowany w Gorzowie Wielkopolskim. 29 grudnia 1978 jego imieniem nazwano ulicę w Siewierodwińsku.

## Odznaczenia
- Złota Gwiazda Bohatera Związku Radzieckiego (pośmiertnie, 31 maja 1945)
- Order Lenina (pośmiertnie, 31 maja 1945)
- Order Wojny Ojczyźnianej II klasy

I medale.